# Луї де Казнав
Луї де Казнав (фр. Louis de Cazenave; * 16 жовтня 1897 — † 20 січня 2008 м. Бріу, Верхня Луара, Франція) — найстаріша людина Франції, ветеран Першої світової Війни.
1916 — став піхотинцем і служив у 5-му Сенегальському батальйоні. Був учасником найкривавіших і найжорстокіших битв Першої світової війни: на Соммі (1916) та на Ені (1917).
1919 — демобілізувався, почав працювати залізничником, 1920 року одружився. У нього народилися три сини.
В кінці 20 століття де Казнав був удостоєний цивільного ордену Почесного легіону, бо з етичних причин він відмовився від військового.
За декілька років до смерті ветеран де Казнав в інтерв'ю одній із газет Франції сказав, що
«ніщо не може виправдати війну», назвав будь-які воєнні дії «абсурдними і непотрібними».
Після смерті де Казнава у Франції залишався ще останній учасник Першої світової війни, також 110-річний Лазар Понтічеллі, що помер 12 березня 2008 року.